# Folk jazz
Genres dérivés
New age
Le folk jazz est un genre musical associant le folk traditionnelle à des éléments de jazz, et qui se caractérise généralement par des chansons richement texturées.

## Histoire
Les origines du folk jazz remontent aux années 1950, lorsque des artistes comme Jimmy Giuffre et Tony Scott ont poursuivi des approches distinctes de la production de musique folk, d'abord comme véhicule d'expression solo. De nombreux styles musicaux déjà populaires se sont diversifiés à mesure que les groupes de la contre-culture adoptaient l'expérimentation et l'inclusion dans leurs œuvres.
Rainy Day Women #12 and 35, extrait du album double Blonde on Blonde (1966) de Bob Dylan, mêle diverses traditions américaines à un rythme jazzy. En 1968, Van Morrison publie l'influent Astral Weeks, un mélange de folk, de jazz, de blues, de soul et de musique classique. En 1969, Tim Buckley publie Happy Sad, un album dans lequel il fait allusion à ses premières influences jazz — notamment Miles Davis — en imprégnant ses chansons folk d'un timbre de jazz non traditionnel. Joni Mitchell publie trois albums dans un style hybride folk-jazz entre 1975 et 1977, en commençant par The Hissing of Summer Lawns. 